# Agathis rufobrunnea
Agathis rufobrunnea är en stekelart som först beskrevs av Turner 1918.  Agathis rufobrunnea ingår i släktet Agathis och familjen bracksteklar. Inga underarter finns listade i Catalogue of Life.